# برهان‌الدین جارم
ابراهیم حسنی ادریسی شافعی لقب‌گرفته به برهان‌الدین و شهرت‌یافته به جارِم (۱۷۸۸ - ۱۸۵۴م) (نسب: ابراهیم بن محمد بن محمد بن احمد ابن عبدالمحسن) زبان‌شناس مصری بود. حاشیه‌هایی نگاشت؛ مانند حاشیه بر شذور الذهب فی معرفة کلام العرب.